# Wendy Craig
Anne Gwendolyn "Wendy" Craig, CBE, (Sacriston, 20 de junho de 1934) é uma atriz inglesa. Ela ganhou um Prêmio BAFTA de Melhor Atriz em Televisão por seu papel na sitcom Not in Front of the Children (1967–1970).
Ela foi nomeada Comandante da Ordem do Império Britânico (CBE) em 2020 por serviços prestados a teatro e caridade.

## Filmografia parcial
- The Secret Place (1957)
- Room at the Top (1959)
- The Mind Benders (1963)
- The Servant (1963)
- The Nanny (1965)
- Just like a Woman (1967)
- I'll Never Forget What's'isname (1967)
- Joseph Andrews (1977)
- Run for Your Wife (2012)
- The Worst Witch (2017–2019)
- Emmerdale (2018)
- Doctors (2019)